# 布引峠
座標: 北緯34度35分47.79秒 東経136度15分26.48秒 / 北緯34.5966083度 東経136.2573556度

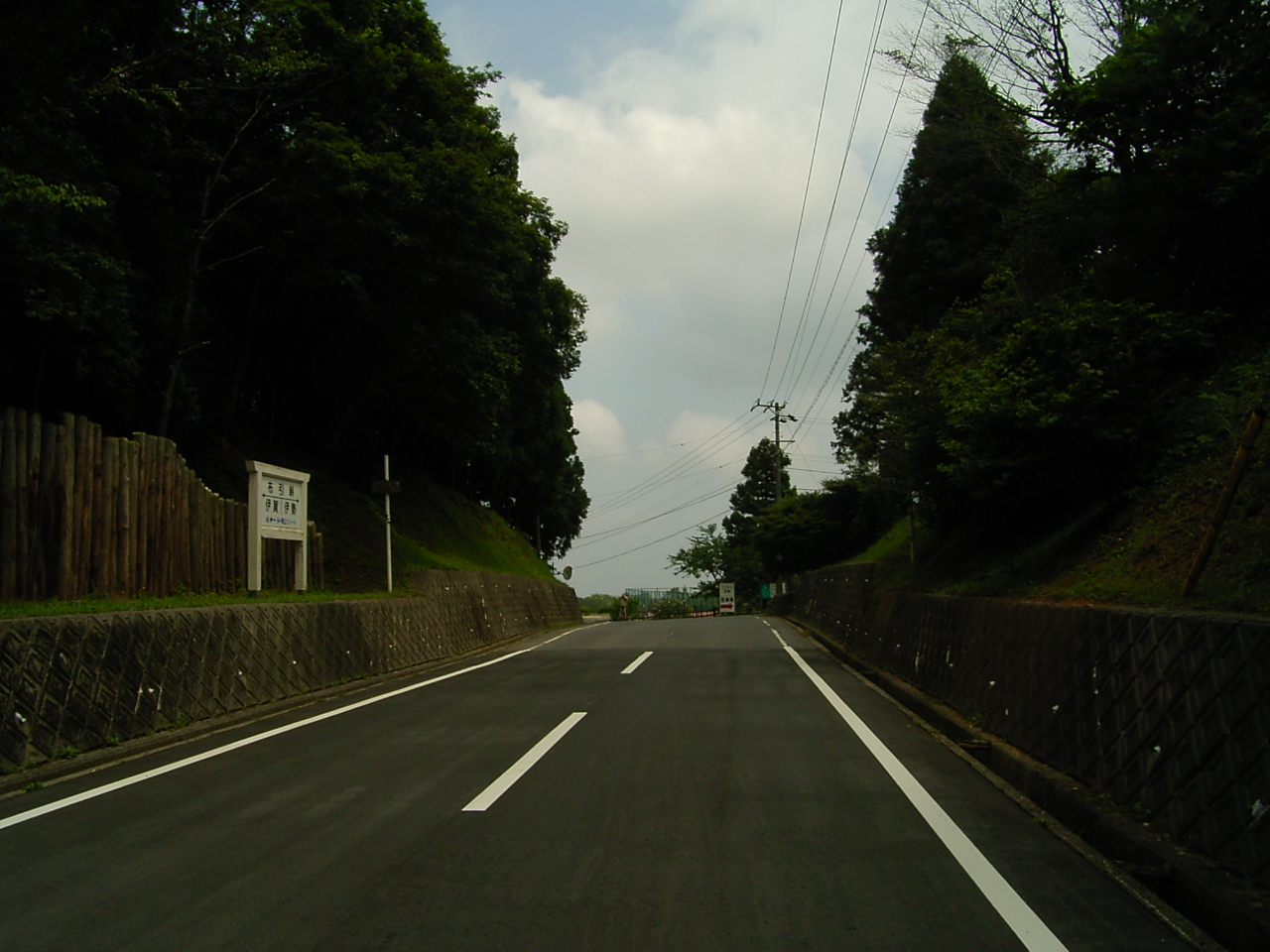
伊賀市側から見た布引峠（2005年8月3日）

布引峠（ぬのびきとうげ）は、三重県の布引山地内、津市白山町福田山と伊賀市霧生の境にある峠。

## 概要
室生赤目青山国定公園内に存在。三重県道29号松阪青山線（峠前後は三重県道755号老ヶ野古田青山線が重複）が峠を越える。
この峠は、古代から伊勢と伊賀を結ぶ「塩の道」として知られていた。
「伊州御用害要図」には「国境峡」と記され、「針の木原」（かつて「針の木のようなタラやイバラの生い茂った荒れ野」が広がっていた）の「切通」とも書かれていた。また、「石谷広」の呼び名もあった。
付近は、戦後の1947年（昭和22年）より外地引揚者向け農地開拓事業として、峠南部の緩い傾斜地約100ヘクタールが開かれ、遠く新潟、長野等の各県から続々と入植し、80戸余りの村落を形成していた。やがて食糧事情の好転や他産業への転換などで、戸数は減少。1975年（昭和50年）ゴルフ場（メナードカントリークラブ青山コース）の開設計画が持ち上がり、数戸を残して売却して転出、ホテルを中心としたリゾート施設（メナード青山リゾート）に変貌した。

## 地理
- 峠には、駅名標のような伊賀、伊勢の境を表す大きな標識が建てられている。
- 日の出を見られる東側（伊勢側）が西側（伊賀側）より傾斜がきつく、展望が良い。
- 分水嶺 - 峠の東側は、藤川から雲出川を経て伊勢湾に注ぐ。 峠の西側は川上川で、近鉄青山町駅の西側で木津川に出て、淀川を経て大阪湾に注ぐ。

## ギャラリー

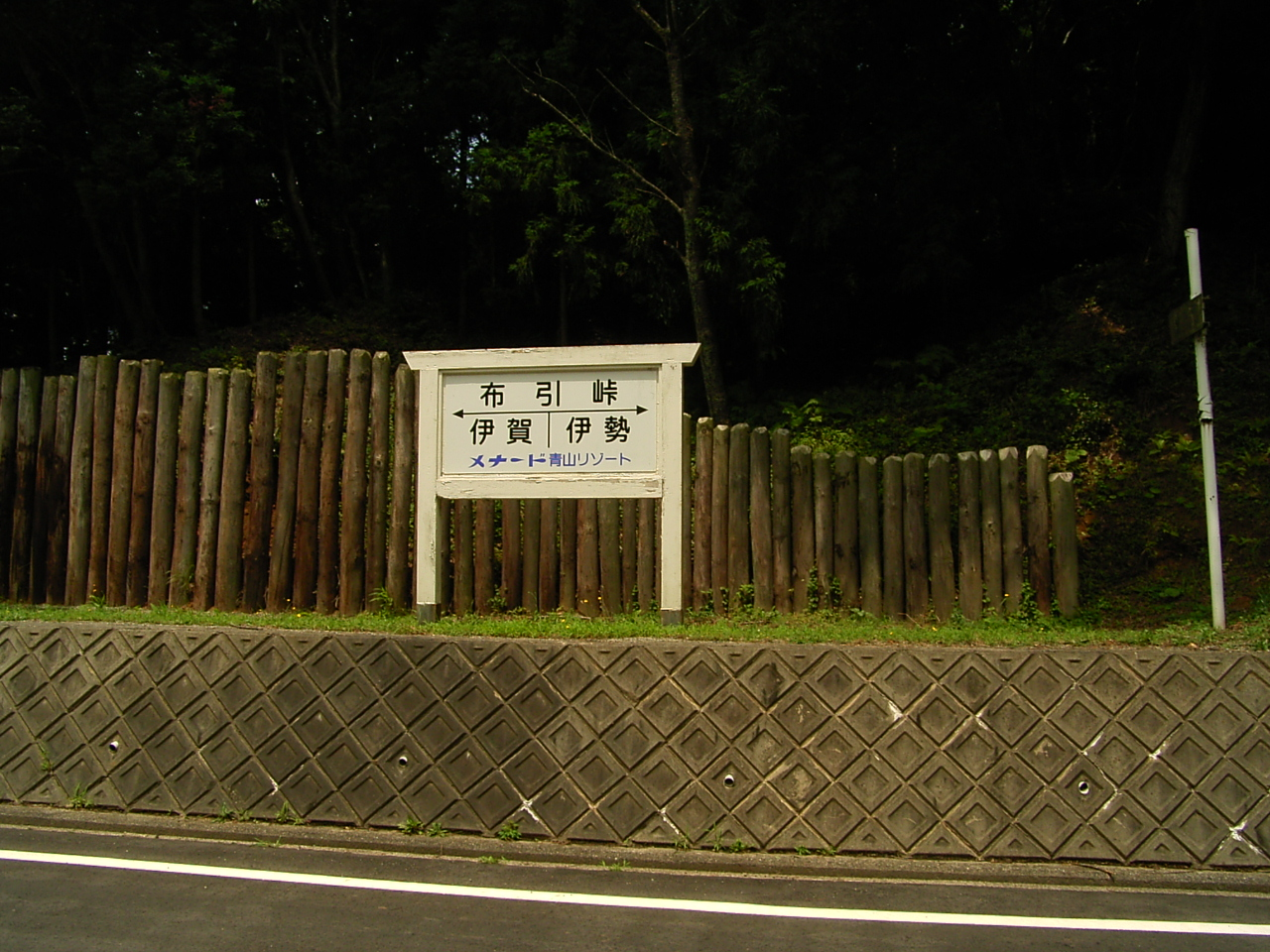
布引峠にある看板(2005年8月3日)
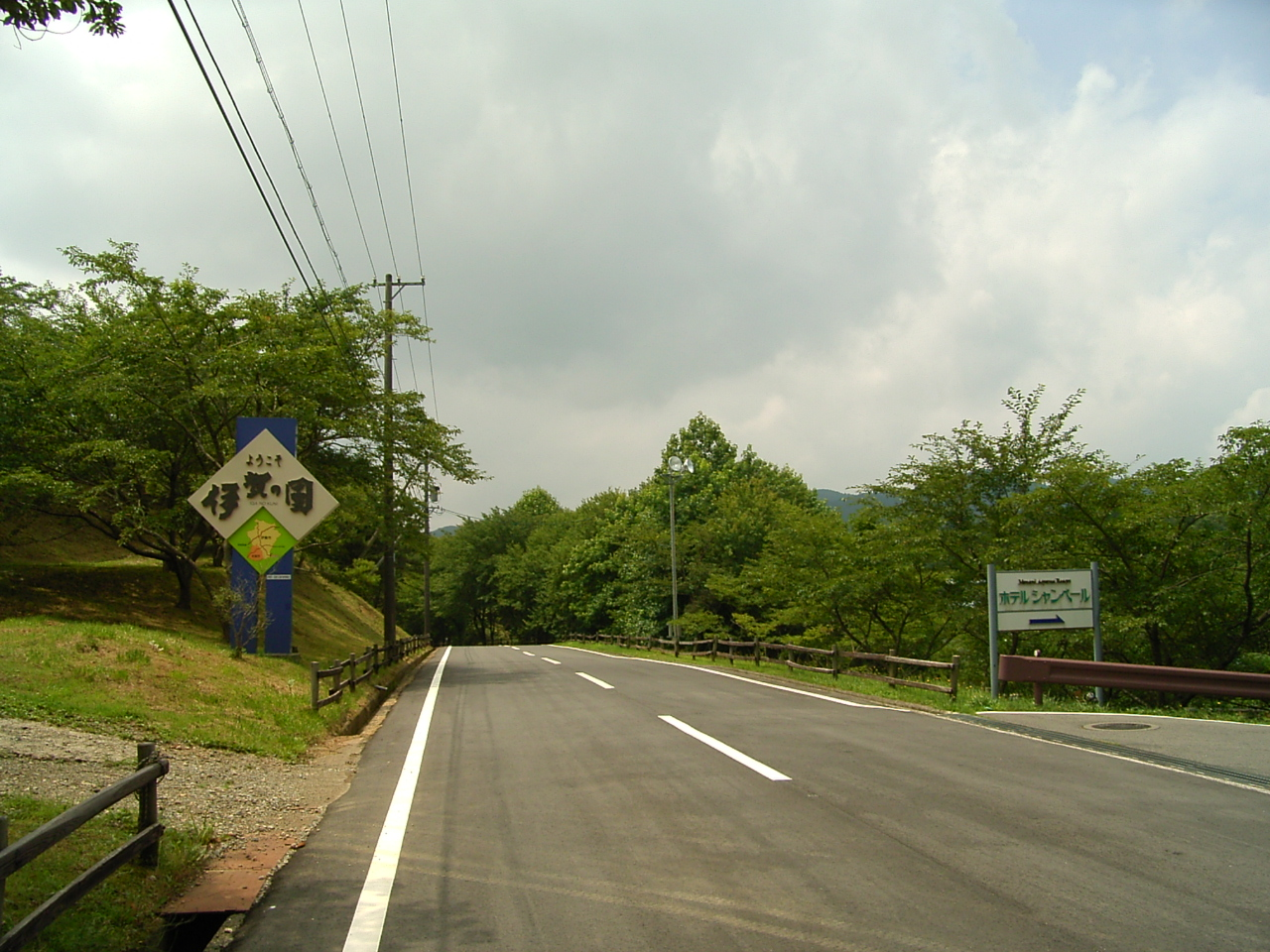
布引峠から伊賀市旧青山町側を。メナード青山リゾートの敷地内でこの先にホテルがある(2005年8月3日）

## 峠近くの名所・旧跡 観光地
- メナード青山リゾート
- 青山高原
- 東海自然歩道 - 前後は三重県道755号老ヶ野古田青山線をルートととし、山の辺コースの一部を形成する